# 323 Brucia
323 Brucia eller 1934 JC är en asteroid upptäckt 22 december 1891 av den tyske astronomen Max Wolf i Heidelberg. Detta var den första asteroiden som upptåcktes med hjälp av astronomisk fotografering. Asteroiden har fått sitt namn efter Catherine Wolfe Bruce som skänkt pengar till inköp av nya teleskop.
Den tillhör asteroidgruppen Phocaea.
Delar av asteroidens omloppsbana ligger innanför planeten Mars omloppsbana.